# Schloss Boos

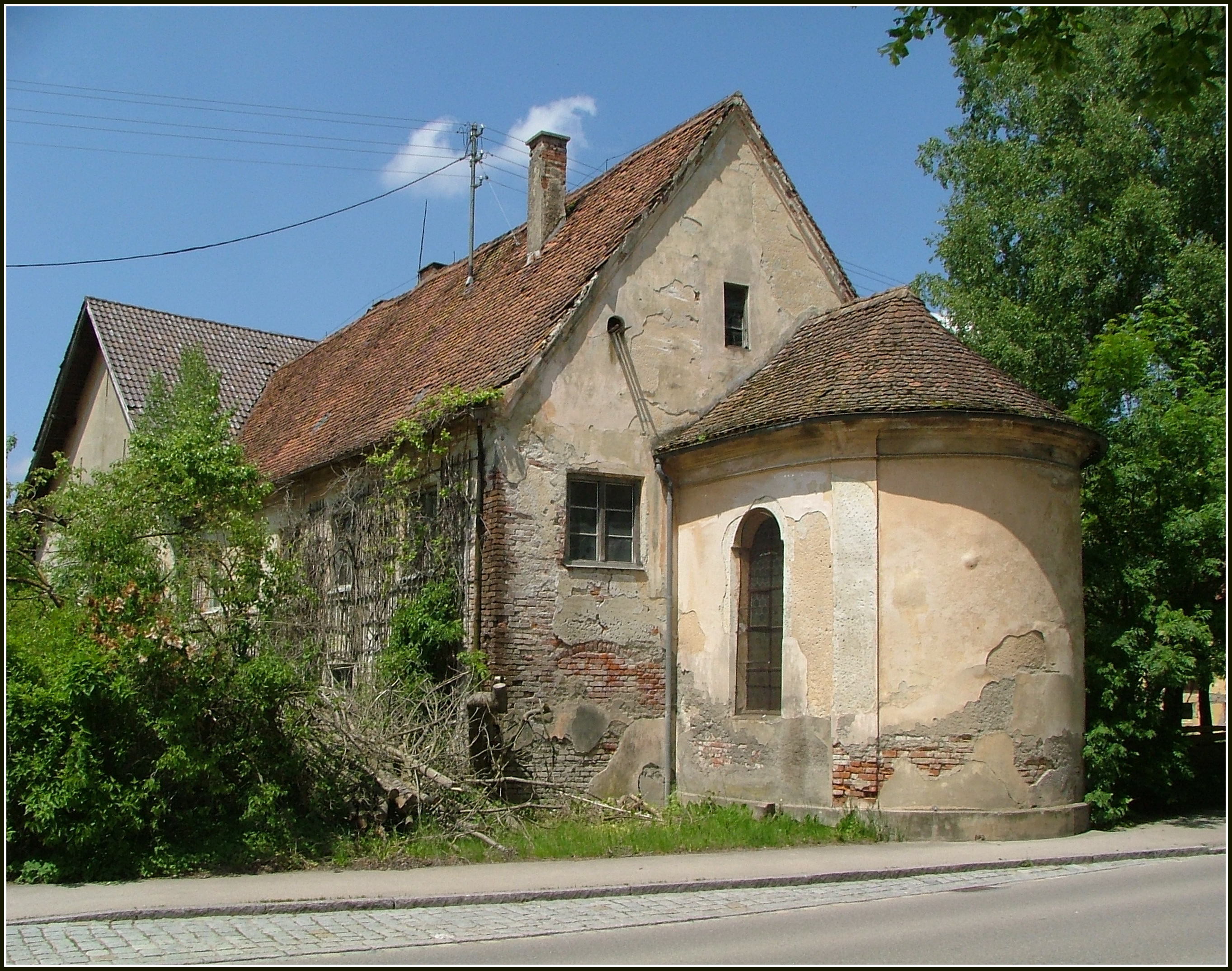
Hofkapelle des ehemaligen Fuggerschlosses in Boos

Das ehemalige Fuggerschloss Boos befindet sich in der Gemeinde Boos im Landkreis Unterallgäu in Bayern. Es liegt unmittelbar an der Bundesstraße 300 in der Mitte der Ortschaft. Die wesentlichen Baubestandteile des Schlosses stammen aus der zweiten Hälfte des 16. Jahrhunderts. Ursprünglich war es im Besitz der Familie Fugger-Boos. Das ehemalige Schloss und die Schlosskapelle stehen unter Denkmalschutz.

## Baubeschreibung
Das Hauptgebäude ist zweigeschossig und mit einem Satteldach gedeckt. Auf dem Giebel an der Südseite befindet sich ein Dachreiter. An der Nordseite des Hauptgebäudes schließt sich rechtwinklig ein Wirtschaftsgebäude an. Der Westgiebel dieses Wirtschaftsgebäudes enthält Kielbogenblenden. An der Südseite des Hauptgebäudes befindet sich eine Dreiflügelanlage um einen an die Bundesstraße angrenzenden Hof. Die Wirtschaftsgebäude der Anlage sind ebenfalls zweigeschossig und mit Satteldächern gedeckt. Eine dreischiffige Halle mit sieben Jochen befindet sich im Erdgeschoss des Westflügels.

### Schlosskapelle
Die ehemalige Schlosskapelle befindet sich im südlichsten Gebäudeteil und ist nach Osten ausgerichtet. Sie stammt aus dem Jahr 1716 und ist ein halbrunder Raum, der mit Pilastern gegliedert ist. In der Schlosskapelle befindet sich eine Flachdecke. Der Stuck stammt aus dem Jahr 1773. Aus der gleichen Zeit stammen das Deckenbild mit der Darstellung der göttlichen Tugenden und der gemalte Altaraufbau. Der Stuck und die Malereien stammen allesamt von Viktorian Denzel.